# Клан Мур

Герб вождей клана Мур

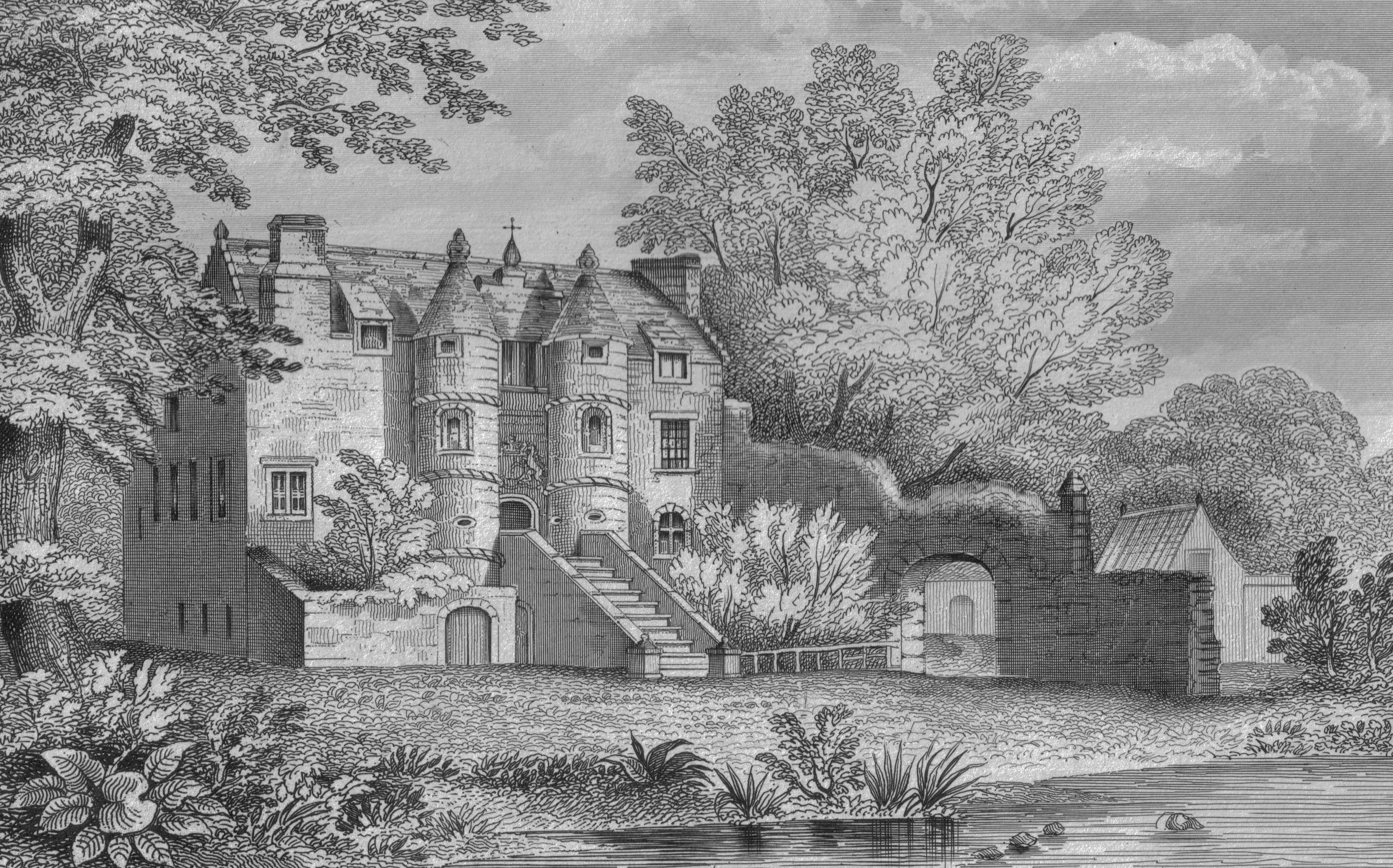
Замок Роваллан, резиденция вождей клана Мур, рисунок 1786 года

Клан Мур (или Мьюр, шотл. — Clan Muir) — один из кланов Шотландии. Люди клана Мур жили и живут как на равнине, так и в горах Шотландии. Сейчас клан не имеет признанного герольдами вождя, поэтому такой клан в соответствии с традиционными шотландскими законами считается «кланом оруженосцев». Исторически прозвища и фамилии Мур (шотл. — Муир, Mure, Moore) возникли как септы кланов Кэмпбелл и Гордон в горах Шотландии . Некоторые вариации этих фамилий возникли как септы клана Лесли в Абердиншире. Некоторые фамилии Мур ведут своё происхождение из Айршира от септ клана Бойд. Фамилия Мур из Драмкорка возникла как септ клана Грант. Кроме этого, в Ирландии есть клан с точно таким же названием — согласно историческим преданиям это родственные кланы.

## Происхождение клана Мур
В Шотландии в давние времена слово «Мур» означало человека, который живет на болоте или рядом с ним. Считается, что предками людей из клана Мур были переселенцы из Ирландии — клан имеет кельтское происхождение. Есть версии, что название клана происходит от ирландского mòr — большой . Есть версии, что название происходит от древнего кельтского слова muir, что означало — море.

## Клан Мур с Роваллана
Согласно историческим преданиям, клан Мур прибыл в Шотландию из Ирландии (как и большинство древних шотландских кланов). Древнейшее из известных владений и земель клана — замок Полкелли (шотл. — Polkelly). Арчибальд Мур был убит в битве при Берике (шотл. — Berwick) в 1298 году, когда англичанами была разбита армия короля Шотландии Джона Баллиоля. Клан Мур был издавна известен в Шотландии. Известно о сэре Гилхристе Муре, который женился на дочери сэра Уолтера Комина (ум. 1258), единственного наследником имущества клана Комин с благословения короля Шотландии Александра III после битвы при Ларгсе. Это событие дало клану Мур во владение замок Роваллан. Есть другая версия тех событий, которая говорит о том, что сэр Гилхрист Мур был лишен своих владений, он проживал в замках Роваллан и Полкелли под сильной рукой вождей клана Комин, пока король Александр III не укрепил свою верховную власть в государстве и взял под контроль клан Комин. Согласно этой версии клан Мур жил в замке Роваллан с очень давних времен.
Муры владели замком Роваллан вплоть до XVIII века. Элизабет Мур, дочь сэра Адама Мура из Роваллана и Джаннет Мур из Полкелли, была любовницей крупного шотландского магната и лорда-стюарда Роберта Стюарта (1319—1390), который в 1371 году стал королем Шотландии Робертом II. 22 ноября 1347 года Элизабет Мур, получив разрешение папы римского, официально вступила в брак с Робертом Стюартом и узаконила детей, которые у них уже были. После законного брака она получила титул графини Атолл и фамилию Стюарт. Элизабет Мур умерла около 1355 года. Сэр Гилхрист Мур построил две часовни — одна была названа в честь Святого Лаврентия, другая — в честь Святого Михаила. Руины этих часовен существовали до 1876 года. Кроме того, он построил часовню в Килмарноке в честь Мура Островитянина (так он ее назвал).
Сэр Роберт Мур был убит в битве с англичанами при Сарке в 1448 году. Его тезку звали Руд из Роваллана. Он был очень высокого роста и крепкого телосложения, мастером кулачного боя. Он всю жизнь враждовал и воевал с кланом Ардох (из земель Крауфурланд) — эта вражда сопровождалась большими кровопролитиями. Руд отдал свои земли во владение сыну Джону, который женился на любовнице короля Шотландии Якова IV Стюарта.
В 1616 году после смерти сэра Уильяма Мура из Роваллана (1547—1616), замок Роваллан унаследовал его старший сын, сэр Уильям Мур из Роваллана (1576—1639). В 1639 году его сменил его сын, сэр Уильям Мур из Роваллана (1594—1657), шотландский писатель и политик. Он заседал в парламенте Шотландии от Эршира в 1643—1644 годах. В 1657 году после смерти последнего ему наследовал его старший сын, сэр Уильям Мур из Роваллана (1616—1686). Ему наследовал в 1686 году его сын, Уильям Мур из Роваллана (ум. 1700).

## Кэмпбеллы и лэрды Роваллана
Сэр Уильям Мур (ум. 1700) был 16-м и последним владельцем замка Роваллан. Одна из его дочерей и единственная наследница, Джейн Мур (ум. 1724), была замужем за Уильямом Фэрли из Брантсфилда, и Дэвидом Бойлом, 1-м графом Глазго. В 1724 году после смерти Джейн Мур, графини Глазго, ей наследовала их старшая дочь, леди Джейн Бойл Мур из Роваллана (ум. 1729). Последняя в 1720 году вышла замуж за сэра Джеймса Кэмпбелла (1680—1745), третьего сына Джеймса Кэмпбелла, 2-го графа Лаудона. Благодаря этому браку, Джеймс Кэмпбелл стал лэрдом Роваллана. Их единственный сын, генерал-майор, сэр Джеймс Кэмпбелл Мур Роваллан (1726—1786), в 1782 году унаследовал титул 5-го графа Лаудона. У него о брака с леди флорой Маклауд была одна дочь, Флора Мур-Кэмпбелл, маркиза Гастингс (1780—1840). Правнук последней, Чарльз Эдвард Родон-Гастингс (1855—1920), в 1874 году стал 11-м графом Лаудоном и лэрдом Роваллана.

## Ветви клана Мур
Три младших брата сэра Адама Мура образовали многочисленные септы и ветви клана Мур. Они поселились в землях Колдуэлл, Авхенейл, Торнтон, Гландерстоун, Трискрайг, Авхендрейн, Клонкайрд, Крейхед, Миддлестон, Спиттлесайд и Броунхил.

## Девиз клана
- Durum patientia frango (лат.) — «Трудности преодолеваю терпением» (I overcome difficulty by patience)[17].

## Фамилии, связанные с кланом Мур
- Muir, More, Moore, Mure — Айршир и Юго-Западный Лоуленд[18]
- Moar, Moare, Moer — Оркнейские и Шетландские острова[18]
- Moir, Moire — Абердиншир и Юго-Западный Лоуленд[18]
- Mohr, Mor — Центральный Лоуленд[18]
- Moor, Mur
- Mour, Moure
- Myre, Myres
- Langmoore, Longmuir
- O’More, O’Morhda, O’Moore — из Ирландии[18]
- Moore, Morey — из Ирландии
- de Mora — из Ирландии[18].